# Медаль «55 лет Спецстрою России»
Юбиле́йная меда́ль «55 лет Спецстрою России» — ведомственная медаль Федерального агентства специального строительства России, учреждённая приказом Спецстроя России № 421 от 17 октября 2005 года.
В октябре 2010 года, с учреждением медали «60 лет Спецстрою России», награждение данной медалью было прекращено.

## Правила награждения
Согласно Положению медалью «55 лет Спецстрою России» награждаются:
- военнослужащие, безупречно прослужившие в центральном аппарате и инженерно-технических воинских формированиях при Федеральном агентстве специального строительства 15 и более лет в календарном исчисление на день награждения;
- военнослужащие, состоящие в запасе (отставке), уволенные из центрального аппарата и инженерно-технических воинских формирований при Федеральном агентстве специального строительства, безупречно прослужившие в системе Спецстроя России 20 и более лет в календарном исчисление на день увольнения;
- лица гражданского персонала, безупречно проработавшие в системе Спецстроя России 30 и более лет в календарном исчислении на день награждения;
- военнослужащие и граждане, внесшие значительный вклад в решение задач, возложенных на Спецстрой России.

## Правила ношения
Медаль носится на левой стороне груди. Лента медали на планке на кителе повседневной формы одежды носится на левой стороне груди и при наличии других лент медалей на планке она располагается после них.

## Описание медали

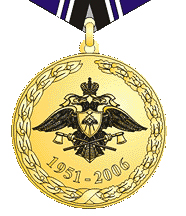
Реверс медали

Медаль представляет собой золотистый круг, диаметром 32 мм. На лицевой стороне медали помещено стилизованное изображение автомобильного моста, станции связи, космической ракеты, строящихся зданий, строительного крана, атомных орбит, сухого дока с подводной лодкой. В нижней части медали расположены цифры «55» и на ленте надпись: «СПЕЦСТРОЮ РОССИИ». На оборотной стороне медали изображение военного геральдического знака — эмблемы Федерального агентства специального строительства в обрамлении лаврово-дубового венка и даты «1951-2006».
Медаль при помощи ушка и кольца соединяется с пятиугольной колодкой, обтянутой шёлковой муаровой лентой, шириной 24 мм. Лента тёмно-синего цвета, окаймлена по краям чёрными полосами по 3 мм, и чередующимися белыми, тёмно-синими и белыми полосками по 1 мм каждая. На оборотной стороне колодки имеется булавочный зажим для крепления медали к одежде.